# Acompsia
Acompsia é um gênero de traça pertencente à família Gelechiidae.